# Klebsormidiaceae
Klebsormidiaceae, porodica parožina iz reda Klebsormidiales. Sastoji se od dvadesetak vrsta unutar pet rodova.

## Rodovi
1. Entransia E.O.Hughes, 1948
2. Hormidiella M.O.P.Iyengar & Kanthamma, 1940
3. Klebsormidium P.C.Silva, Mattox & W.H.Blackwell, 1972
4. Streptofilum T.Mikhailyuk & A.Lukešová, 2018
5. Streptosarcina T.Mikhailyuk & A.Lukešová, 2018